# Telmatoscopus numidicus
Telmatoscopus numidicus är en tvåvingeart som beskrevs av Satchell 1955. Telmatoscopus numidicus ingår i släktet Telmatoscopus och familjen fjärilsmyggor. Inga underarter finns listade i Catalogue of Life.